# Cochamal (distrito)
Cochamal é um distrito peruano localizado na Província de Rodríguez de Mendoza, departamento Amazonas. Sua capital é a cidade de Cochamal.

## Transporte
O distrito de Cochamal não é servido pelo sistema de estradas terrestres do Peru.